# Constitution de la Suède
La Constitution du royaume de Suède se compose de quatre lois fondamentales (grundlagar) :
- l'acte de succession de 1810 (Successionsordningen),
- l'acte sur la liberté de la presse de 1949 (Tryckfrihetsförordningen),
- les instruments de gouvernement de 1974 (Regeringsformen),
- la loi fondamentale sur la liberté d'expression de 1991 (Yttrandefrihetsgrundlagen).

Il y a aussi une loi sur le fonctionnement du Riksdag mais qui n’est pas qualifiée de loi fondamentale, bien que certains de ses éléments soient plus difficiles à modifier qu'une loi normale : l'acte sur le Riksdag de 1974 (Riksdagsordningen).

## Sources
- (en) Cet article est partiellement ou en totalité issu de l’article de Wikipédia en anglais intitulé « Constitution of Sweden » (voir la liste des auteurs).

## Compléments